# Ullern Kirke
De Ullern Kirke (Ullernkerk) is een kruiskerk, die staat in stadsdeel Ullern, Oslo, Noorwegen. De kerk is in 1903 gebouwd naar een ontwerp van architect Harald Bodtker. De kerk die plaats biedt aan ongeveer 800 mensen is in 1941 gerenoveerd.
In januari 2006 namen John Surman en Howard Moody hier het album Rain On the Window op.